# Лучано Лаурана
Лучано Лаурана (итал. Luciano Laurana), код нас познат као Луцијан Врањанин (Врана крај Пакоштана, око 1420. - Пезаро, 1504) је био италијански ренесансни архитекта из Далмације.

## Поријекло
Већина свјетске науке Лаурана признаје као Италијана. Међутим, хрватски историчари га сматрају Хрватом. Као аргумент узимају чињеницу да су Лаурана у Венецији називали schiavone, што је био млетачки термин за словенско становништво источног Јадрана. Заправо, термин schiavone се односио на све становнике источне обале Јадрана, невезано са њиховим етничким поријеклом. Прва особа која је употријебила име Луцијан Врањанин, био је Иван Кукуљевић Сакцински, који је на основу претходно наведене  чињенице кроатизовао Лауранино име. Постоји могућност да је Лаурана био поријеклом Словен, односно романизовани Илир, али се то не може са сигурношћу доказати. Исто тако неки сматрају да је брат Лучана Лауране био исто познати италијански архитекта и вајар Франческо Лаурана, који је долазио из истог краја као и Лучано, али за ту тврдњу нема довољно доказа који би је поткријепили.

## Биографија
Претпоставља се да је Лучано рођен у Врани крај Пакоштана на Вранском језеру, недалеко од Задра, између 1420 − 1425. Управо је свој надимак Врањанин (Лаурана), који су му надјенули Млечани, добио по име свог родна краја (Врана/Лаурана), а тако се и потписивао. У неким архивским записима се помиње као син клесара Мартина из Задра, па зато неки сматрају да је рођен у Задру.